# Wohnhaus Hauptstraße 26
Das Wohnhaus Hauptstraße 26, in der Nähe zur Oste, im Ortskern der niedersächsischen Samtgemeinde Land Hadeln, Gemeinde Oberndorf im Landkreis Cuxhaven, wurde 1905 errichtet. Aktuell (2024) wird es als Wohnhaus genutzt.
Das Gebäude steht unter Denkmalschutz (siehe auch Liste der Baudenkmale in Oberndorf (Oste)).

## Beschreibung
Das eingeschossige traufständige verklinkerte repräsentative Gebäude in Backstein auf Sockel mit pfannengedecktem Krüppelwalmdach und zweigeschossigem Seitenrisalit stammt von 1905 (Inschrift). Die historisierenden Fassaden wurden aufwändig gestaltet durch Putzornamente an Traufgesimsen, Ortgängen und quaderverzierten Ecklisenen sowie abgesetzten, mit Blütengehänge geschmücktem Putzfeld. Die Segment- und rundbogigen Fensteröffnungen sind stark profiliert und mit Stuckaturen bekrönt. Der zurückgesetzte nördliche Eingang am Giebel wurde wohl in den 1920er-Jahren mit einem verandaähnlichen, überdachten Holzbau versehen. An der Westseite orthogonal zum First des Wohnhauses steht ein schmales, zweigeschossiges Nebengebäude in Backstein mit Krüppelwalm.
Das Landesdenkmalamt befand u. a.: „… Mit seinen barockisierenden Gestaltelementen ist es charakteristisch für den Späthistorismus …“